# Alcis iterata
Alcis iterata is een vlinder uit de familie van de spanners (Geometridae). De wetenschappelijke naam van de soort werd voor het eerst geldig gepubliceerd in 1886 door Butler.